# Tlamovec Fryerův

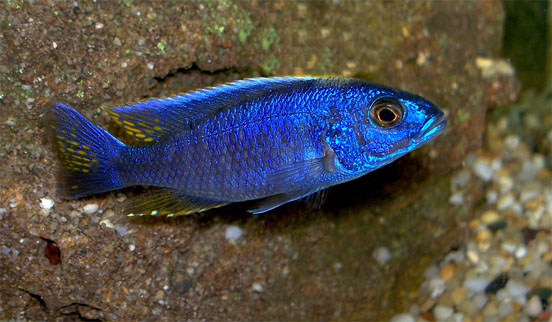
Tlamovec fryerův

Tlamovec Fryerův (Sciaenochromis fryeri) je ryba z čeledi Cichlidae, žijící v jezeře Malawi v východní Africe.

## Zbarvení
Sytě modré zbarvení samce se vyvíjí více než rok. Samice je vždy světlejší.

## Rozmnožování
Stejně jako u většiny tlamovců dochází k oplození jiker uvnitř tlamy samice, a ne venku jako u většiny cichlid. Jakmile mláďata jednou opustí tlamu samice, už se většinou nevracejí, dokonce ani v ohrožení.

## Chování
Samci jsou agresivní vůči jiným samcům stejného druhu a k rybám s podobným zbarvením.

## Potrava
V přírodě se živí potěrem.